# Joel Santana
Joel Natalino Santana (ur. 25 grudnia 1948 w Rio de Janeiro) – brazylijski piłkarz i trener, grający na pozycji obrońcy.

## Kariera piłkarska
Santana rozpoczął swoją profesjonalną karierę jako zawodnik w 1970 w CR Vasco da Gama. Zdobył mistrzostwo stanowe Campeonato Carioca w tym samym roku. W 1973 przeniósł się na krótko do Olaria AC, skąd powrócił do Vasco. Sięgnął z zespołem po Mistrzostwo Brazylii w 1974.
Od 1976 roku obrońca grał jeszcze cztery lata w América FC. Jego największe sukcesy z zespołem to cztery mistrzostwa stanowe Campeonato Potiguar w latach 1977, 1979, 1980. Przez 4 lat gry w América FC wystąpił w 148 spotkaniach, w których strzelił 45 bramek. W 1980 zakończył karierę piłkarską.

## Kariera trenerska
W 1980 przeszedł na emeryturę jako zawodnik i przeniósł się Al-Wasl Dubaj w Zjednoczonych Emiratach Arabskich. Większość kariery menadżerskiej związany był z brazylijskimi klubami. Santana trenował również kluby w Arabii Saudyjskiej i Vegalta Sendai w japońskiej J-League.
Santana jest jednym z nielicznych trenerów, którzy wygrali brazylijskie Campeonato Carioca z każdym z czterech dużych klubów (Botafogo, Flamengo, Fluminense i Vasco da Gama). Jego styl gry został scharakteryzowany jako defensywny, którego głównym celem jest zapobieganie zdobyciu bramki przez przeciwnika.
Do 1992 roku na przemian opiekował się klubami ze świata arabskiego i klubami w swoim rodzinnym kraju. Podczas swojego drugiego pobytu w Vasco da Gama, dwa razy z rzędu zdobył mistrzostwo stanu Rio de Janeiro (Campeonato Carioca) w 1992 i 1993. W 1994 świętował jako trener z EC Bahia, mistrzostwo stanu Bahia (Campeonato Baiano).
W kolejnych dwóch sezonach zdobył najpierw z Fluminense, a następnie z Flamengo mistrzostwo stanu Rio de Janeiro. Powtórzył to w 1997 z Botafogo. W 1999 poprowadził EC Bahia po raz drugi do mistrzostwa stanu Bahia. Następnie po raz trzeci w karierze objął Vasco, z którym zdobył Copa Mercosur w 2000 oraz Mistrzostwo Brazylii w tym samym roku.
Wraz z EC Vitória sięgnął po mistrzostwo stanu Bahia w 2002 i 2003. W 2004 Santana z powodzeniem uchronił Vasco da Gamę przed spadkiem do drugiej ligi. Rok później został zatrudniony przez Flamengo, aby również uratować klub przez spadkiem, co się udało. Po zdobyciu reputacji „artysty ucieczek” zdolnego do ratowania drużyn przed spadkiem, wrócił do Flamengo w 2007 z tym samym celem. Nie tylko zapobiegł spadkowi, ale zdobył z nim kolejne mistrzostwo stanowe.
W kwietniu 2008 Joel Santana zastąpił swojego rodaka Carlosa Alberto Parreirę na stanowisku trenera RPA. Pomimo dobrego czwartego miejsca w Pucharze Konfederacji 2009, został zwolniony w październiku 2009 i nie mógł uczestniczyć w Mistrzostwach Świata 2010 na własnym terenie. Przyczyniły się do tego złe wyniki w meczach testowych i brak zakwalifikowania się na turniej finałowy Pucharu Narodów Afryki 2010.
Santana wrócił do Brazylii. Został mistrzem stanu w 2010 z Botafogo. Następnie przeszedł do Cruzeiro, a od 2011 pracował po raz trzeci w EC Bahia. Pod koniec stycznia 2012 ponownie został trenerem Flamengo. Tam został zwolniony pod koniec lipca 2012.
8 kwietnia 2013 Santana został przedstawiony jako trener EC Bahia po raz czwarty w swojej karierze. Po wygraniu zaledwie dwóch z siedmiu spotkań, został zwolniony dwa miesiące później, 13 maja.
We wrześniu 2014 roku Vasco da Gama ogłosiło po raz piąty objęcie drużyny przez Santanę. Nie uratował klubu przed spadkiem z ligi i opuścił drużynę na początku grudnia po zakończeniu sezonu.
W grudniu 2016 roku ogłoszono, że Santana będzie odpowiedzialny za Boavistę. Jego ostatnie stanowisko jako trenera było w United Premier Soccer League, półprofesjonalnej lidze, z Black Gold Oil of California.

## Sukcesy

### Zawodnik
CR Vasco da Gama
- Campeonato Brasileiro Série A (1): 1974
- Campeonato Carioca (1): 1970

América FC
- Campeonato Potiguar (3): 1977, 1979, 1980

### Trener
Al-Wasl Dubaj
- Mistrzostwo UAE Arabian Gulf League (3): 1981/82, 1982/83, 1984/85

CR Vasco da Gama
- Campeonato Brasileiro Série A (1): 2000
- Mistrz stanu Rio de Janeiro (Campeonato Carioca) (1): 1987, 1992, 1993
- Copa Mercosur (1): 2000

Al-Nassr
- Mistrz Saudi Professional League (1): 1988/89

EC Bahia
- Campeonato Baiano (2): 1994, 1999

Fluminense
- Campeonato Carioca (1): 1995

Flamengo
- Campeonato Carioca (2): 1996, 2008

Botafogo
- Campeonato Carioca (2): 1997, 2010

Vitória
- Campeonato Baiano (2): 2002, 2003